# Homenots
«Homenots» és una sèrie de seixanta semblances fetes per Josep Pla sobre personatges del seu temps. Foren publicades entre el 1958 i el 1962 per l'Editorial Selecta i, entre el 1969 i el 1974, repartits en quatre volums de l'Obra Completa de Josep Pla de l'Editorial Destino.

## Els homenots
Els seixanta personatges escollits per Josep Pla són majoritàriament escriptors, periodistes, artistes, polítics i personatges pintorescs o d'abast local que superen, segons l'autor, el conformisme, la ignorància o el negativisme:
| «                                                                    | Per mi un homenot és un tipus singular, insòlit, una persona que s'ha significat, en una qualsevol activitat, d'un manera remarcable | » |
| — Josep Pla en el prefaci de la segona sèrie d'«Homenots» de Selecta | |   |

### Primera sèrie
| - Prat de la Riba - Pompeu Fabra - Joaquim Ruyra - Ramon Turró - Antoni Gaudí - Isidre Nonell - Eugeni d'Ors | - J. Bofill i Mates - Carles Riba - Francesc d'A. Galí - Joan Crexells - Joan Estelrich - Sadurní Ximénez - Josep Miró i Folguera - Joaquim Pena |

### Segona sèrie
| - Pere Bosch Gimpera - Ramon d'Abadal - Vicens Vives - Josep Ferrater Mora - Francesc Duran Reynals - Josep Trueta - Joan Coromines - Francesc de B. Moll | - Joan Miquel i Avellí - Pere Coll i Rigau - Ramon M. Roca i Sastre - Joan Ventosa i Calvell - Josep Maria de Porcioles - Andreu Nin - Josep Maria Cruzet - Antoni Palau Dulcet |

### Tercera sèrie
| - Aristides Maillol - Joan Alcover - Francesc Gimeno - Vicent Blasco Ibáñez - Amadeu Vives - Josep Maria Sert - Josep Carner | - Joaquim Sunyer - Juli Garreta - Xavier Nogués - Enric Casanovas - Feliu Elias - Josep Sebastià Pons - Marià Llavanera - Pau Casals |

### Quarta sèrie
| - Josep Maria de Sagarra - Eduard Toda - Josep Maria Junoy - Alfred Sisquella - Salvador Dalí - Salvador Espriu - Joan Serra | - Ramon Godó - Joan Salvat-Papasseit - Joan Fuster - Antoni Simon Mossa - Joan Capri - Josep Llorens Artigas - Miquel Dolç i Dolç |

## Anàlisi
Josep Pla, des dels inicis de la seva carrera periodística i literària, va tractar i estudiar personatges amb freqüència; per això, Gabriel Ferrater el defineix com el «memoralista de gent». Aquests relats també destaquen per l'amenitat i l'humor de Josep Pla. La classificació de l'obra és difusa, perquè a més del retrat, Josep Pla inclou a Homenots el relat, el diàleg, l'escena, l'anècdota o l'assaig.
| «                                                                  | Aquests Homenots no són més que capítols d'unes vastíssimes memòries que de jove vaig proposar-me d'escriure i que ja no escriuré per la dispersió sinistra que el periodisme ha projectat sobre la meva existència | » |
| — Josep Pla en el prefaci de la segona sèrie d'Homenots de Selecta | |   |

Toni Sala en el pròleg de Dotze homenots destaca el caràcter reivindicatiu de l'obra, argumentant que formen part d'una feina de recuperació de la memòria i de reconstrucció del país durant la postguerra.